# Schloss Schönach

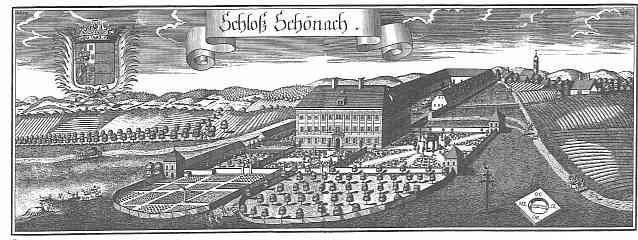
Kupferstich von Michael Wening (1645–1718) vom Schloss Schönach

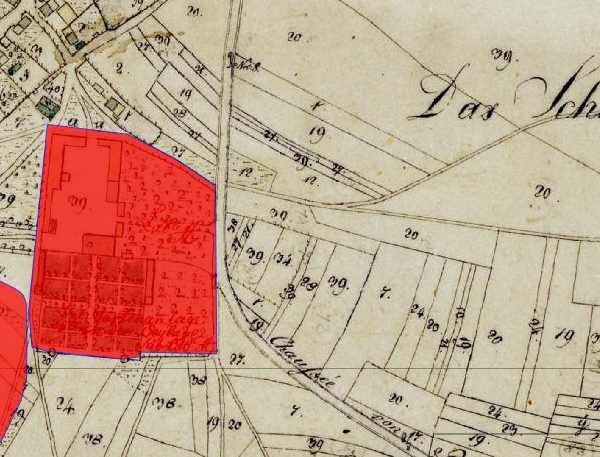
Lageplan von Schloss Schönach auf dem Urkataster von Bayern

Das Schloss Schönach ist ein denkmalgeschütztes Gebäude in der Schlossstraße im Gemeindeteil Schönach der Gemeinde Mötzing im Landkreis Regensburg (Bayern). Es ist unter der Aktennummer D-3-75-171-10 als Baudenkmal verzeichnet. „Archäologische Befunde und Funde im Bereich des Schlosses und zugehöriger Ökonomie in Schönach, zuvor hochmittelalterlicher Adelssitz“ werden zudem als Bodendenkmal unter der Aktennummer D-3-7040-0164 geführt.

## Geschichte
Von 1171 bis 1327 erscheint eine Reihe von Ministerialen des Bischofs von Regensburg, die sich nach ihrem Sitz de/von Schönaich nennen. Nach diesen kamen im 14. Jahrhundert nacheinander die Achdorfer, Chamerauer und Satelboger als Hofmarksherren, denen im 15. Jahrhundert die Falkensteiner, Fraunberger und Paulsdorfer folgten. Im frühen 16. Jahrhundert gelangte Schönach in die Hände der Familie von Seiboldsdorf. In den Jahren 1557 bis 1559 ließ Hieronymus von Seibolstorff zu Schönaich und Aiterhofen den Landsitz im Renaissancestil umgestalten. Anna, eine seiner drei Töchter, heiratete 1588 Hans Bernhard Notthafft. Sie erhielt in der Erbteilung mit ihren beiden Schwestern 1590 die Hofmark. Auf den 1624 verstorbenen Sohn Hans Albrecht folgte dessen Cousin Ernst Heinrich Nothafft. 1638 veräußerten die Vormünder der Kinder Ernst Heinrichs das Gut an Graf Johann Heinrich Notthafft von Wernberg, der dasselbe schon im folgenden Jahr an Paul Christoph Freiherr von Leiblfing weiterveräußerte.
1661 erwarb Johann Georg I. Graf von Königsfeld die Hofmark Schönach. Dessen Erbe fiel im Jahre 1700 seinem Enkel, dem Grafen Johann Georg II. von Königsfeld zu. Zwei Jahre später ließ dieser den Umbau beginnen. Um 1726 gehörten Schloss und Hofmark dem Grafen Emanuel von Arco. 1764 kauften die Grafen von Seinsheim den Besitz. Später kam er an die Freiherren von Moreau. Gegen Ende des 20. Jahrhunderts erwarben Curt-Hildebrand von Einsiedel-Wolftitz und seine Frau Amélie, geb. Fürstin von Urach, das Schloss.

## Gebäude

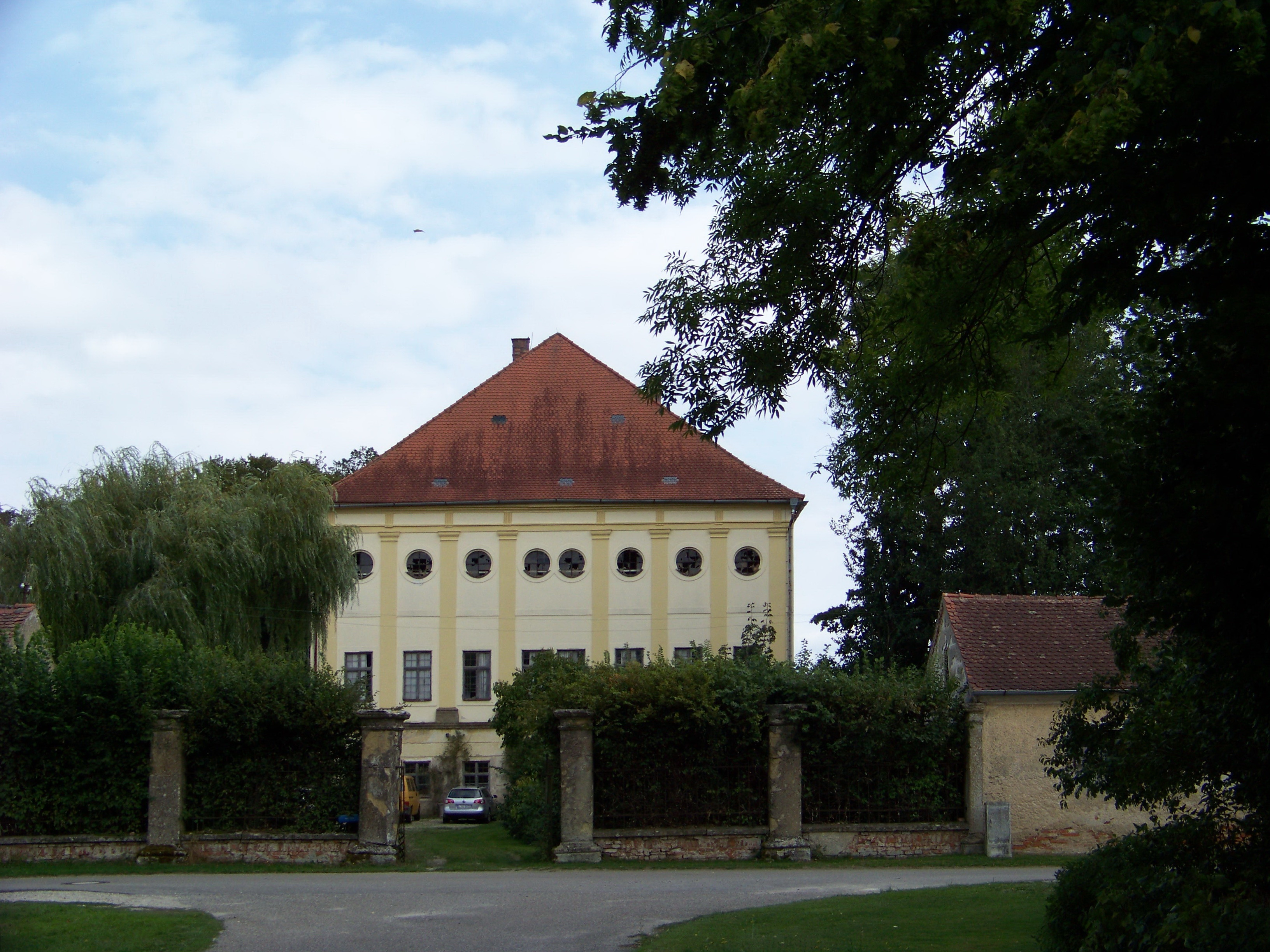
Schloss Schönach (2013)

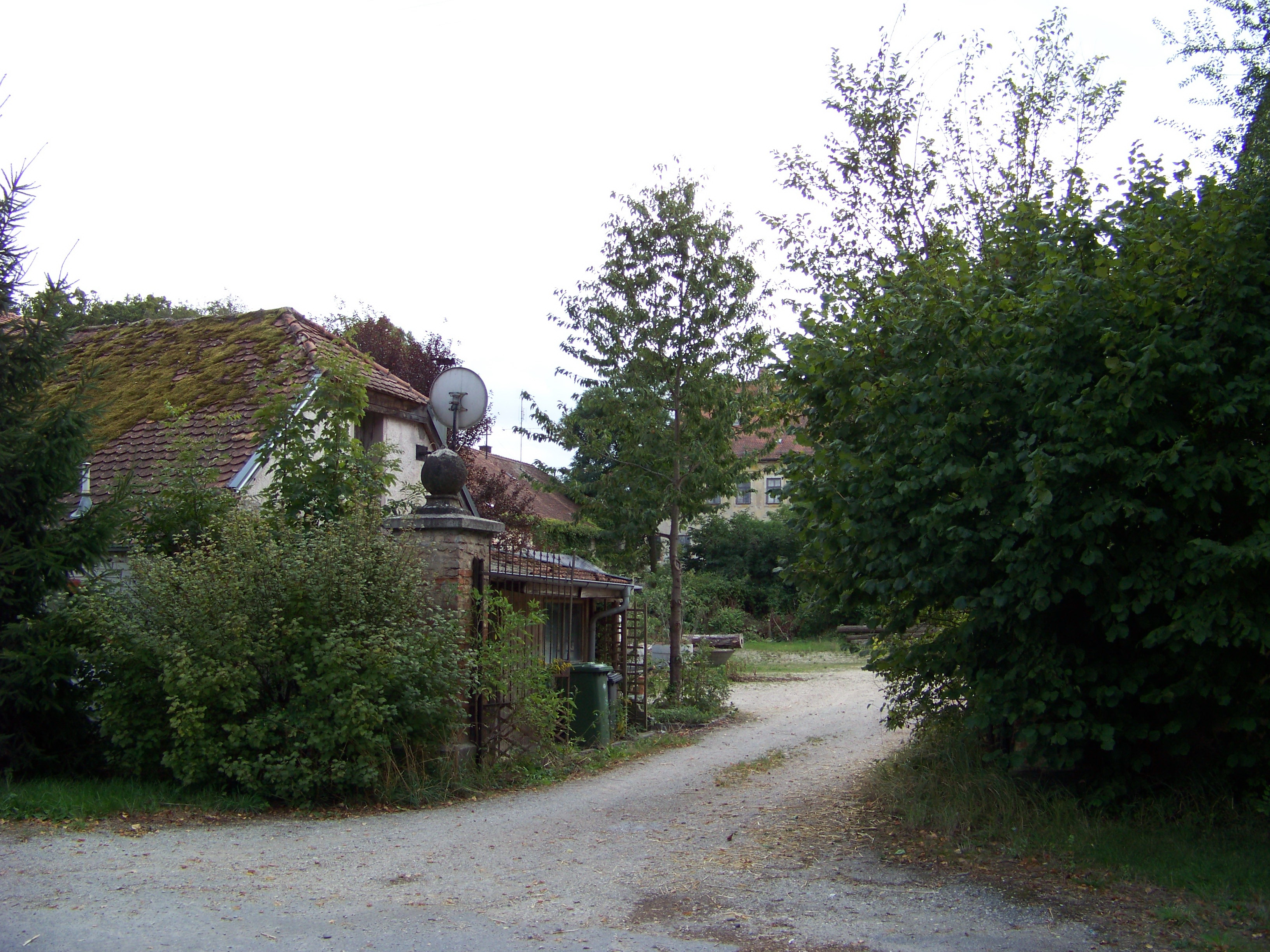
Schloss Schönach, östliche Schlosseinfahrt

Der dreigeschossige Walmdachbau von sieben zu elf Achsen mit Pilastergliederung stammt von 1702, wohl von Giovanni Antonio Viscardi, der das Schloss im Auftrag des damaligen Besitzers, des Grafen Johann Georg von Königsfeld neu erbaute. Bauleiter war der Landshuter Maurermeister Wolf Ehamb. Das Schloss besitzt eine barocke Innenausstattung von nach 1703, ausgeführt unter anderem von dem Stuckateur Giovanni Niccolò Perti und dem Freskomaler Hans Georg Asam. Im Osten der Anlage befindet sich ein dreiläufiges Treppenhaus. Der Rittersaal mit ist mit Stuckaturen und Wandgemälden ausgestattet, die Decke ist 1995 teilweise heruntergebrochen und seitdem eingerüstet, eine Restaurierung ist geplant.
Der nördliche, östliche und südliche Außenpavillon sind jeweils zweigeschossige Zeltdachbauten mit Putzgliederungen von 1707 (beim östlicher Außenpavillon: 1708) und anschließendem eingeschossigen Satteldachbau. Der östliche Außenpavillon wurde später als Forsthaus genutzt. Das westliche Schlosstor mit Pfeilern mit profilierten Deckplatten stammt von 1708. Auf die Westseite zu führt die Schlossallee. Die Schlossparkmauer mit Kanzeln und Pfeilern mit Aufsätzen stammt aus dem 1. Viertel des 18. Jahrhunderts.

## Ökonomiehof des Schlosses

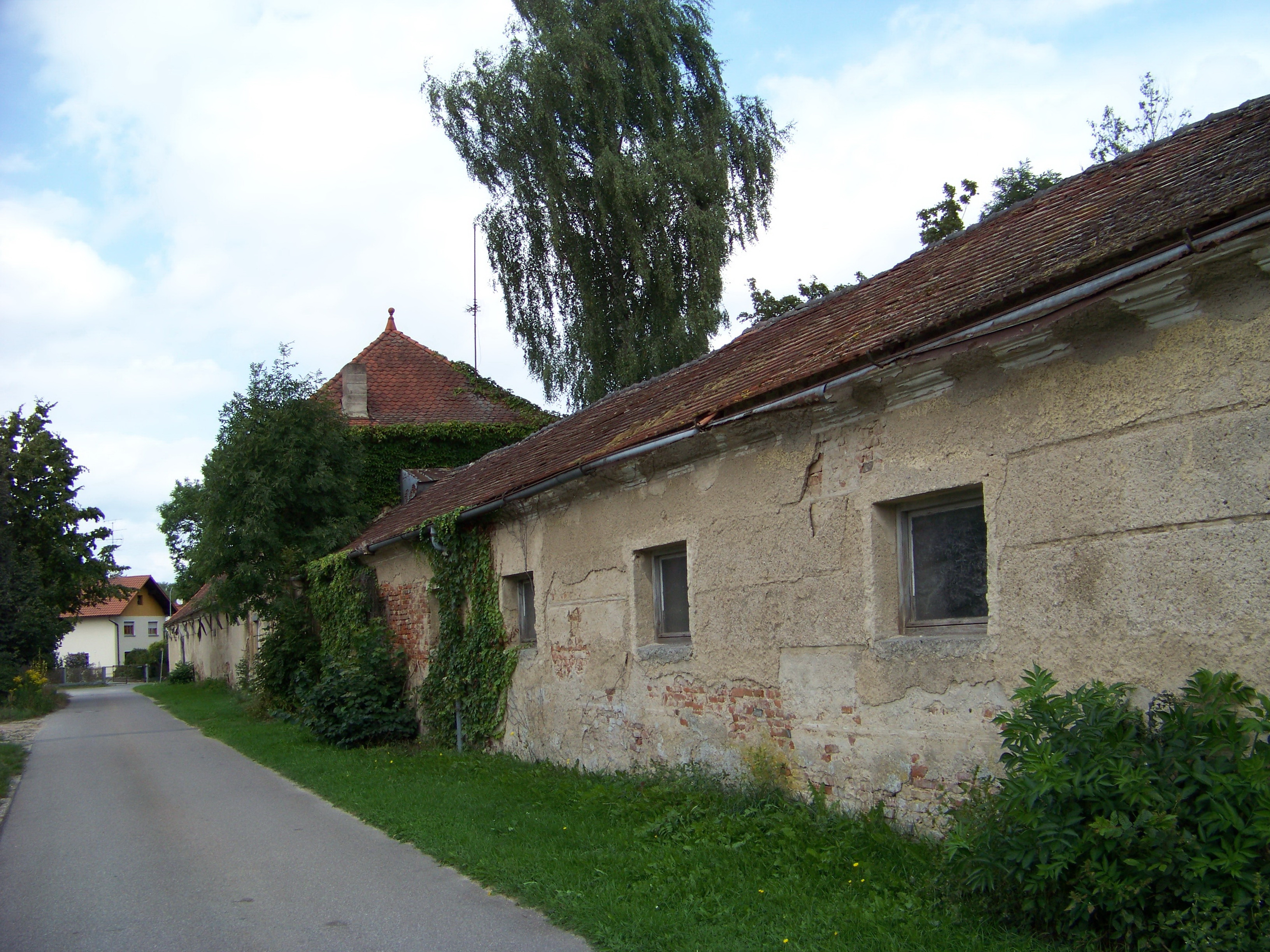
Ökonomiegebäude von Schloss Schönach

Der Ökonomiehof des Schlosses besteht aus einem östlichen giebelständigen Stadel mit Krüppelwalmdach und Wohnungen und einem westlichen traufständigen Stadel mit Krüppelwalmdach und Aufzugsgaube, an dem ein weiterer Stadel mit Halbwalm- und Walmdach angebaut ist. Das Torhaus mit Toreinfahrt ist ein eingeschossiger Krüppelwalmdachbau (teilweise erneuert) mit zwei Pfeilern mit Aufsätzen. Die östliche Schlosseinfahrt mit Allee, ein Tor aus zwei Pfeilern mit Aufsätzen und zwei Remisen und eingeschossigen Satteldachbauten stammt aus dem 1. Viertel des 18. Jahrhunderts.